# Nederlandse kampioenschappen schaatsen afstanden 2003 - 5000 meter vrouwen
De 5000 meter vrouwen op de Nederlandse kampioenschappen schaatsen afstanden 2003 werd gehouden op 3 november 2002 in de Vechtsebanen in Utrecht. Titelverdedigster was Tonny de Jong, die de titel pakte tijdens de Nederlandse kampioenschappen schaatsen afstanden 2002. Zij stopte in 2002, en verdedigde haar titel daarmee dit jaar niet meer.

## Statistieken

### Uitslag
| #      | Schaatser              | Tijd    |
| ------ | ---------------------- | ------- |
| Goud   | Jenita Hulzebosch-Smit | 7.34,72 |
| Zilver | Barbara de Loor        | 7.42,90 |
| Brons  | Helen van Goozen       | 7.47,48 |
| 4      | Moniek Kleinsman       | 7.53,32 |
| 5      | Marja Vis              | 7.57,37 |
| 6      | Elma de Vries          | 8.03,03 |

## Uitslag
- Uitslagen NK Afstanden 2003 op SchaatsStatistieken.nl

1987 · 
1988 · 
1989 · 
1990 · 
1991 · 
1992 · 
1993 · 
1994 · 
1995 · 
1996 · 
1997 · 
1998 · 
1999 · 
2000 · 
2001 · 
2002 · 
2003 · 
2004 · 
2005 · 
2006 · 
2007 · 
2008 · 
2009 · 
2010 · 
2011 · 
2012 · 
2013 · 
2014 · 
2015 · 
2016 · 
2017 · 
2018 · 
2019 · 
2020 · 
2021 · 
2022 · 
2023 · 
2024 · 
2025